# Opper-Nubië
Opper-Nubië is het meest zuidelijke deel van Nubië, stroomopwaarts van de Nijl ten opzichte van Neder-Nubië. De naam is afgeleid van het feit dat de Nijl naar het noorden stroomt, en Opper-Nubië daardoor stroomopwaarts en hoger gelegen is ten opzichte van Neder-Nubië.
De omvang van Opper-Nubië is niet duidelijk gedefinieerd en hangt af van de benadering.

## Geografische benadering

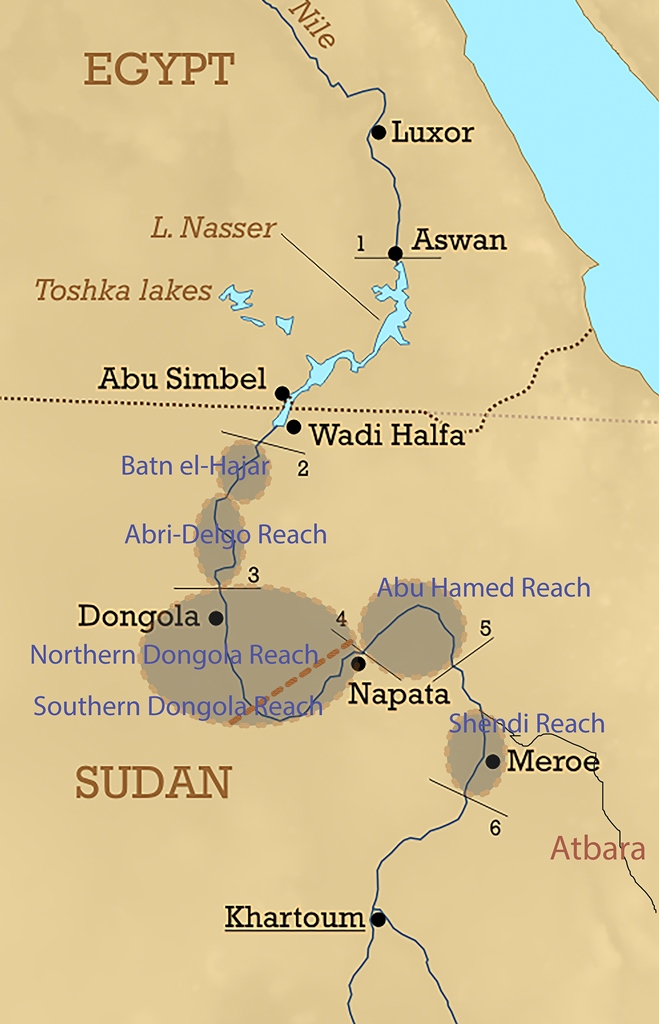
fysiografische zones van Opper-Nubië die overeenkomen met verschillende rakken van de Nijl

Geografisch gezien omvat Opper-Nubië het gebied tussen de tweede en de zesde cataract van de Nijl. Soms wordt de term Midden-Nubië gebruikt om het gebied tussen de Tweede en de Derde cataract aan te duiden. In dat geval begint Opper-Nubië bij de derde cataract en gaat stroomopwaarts. 

## Politieke benadering
Politiek gezien valt Opper-Nubië in het huidige noorden en midden van Soedan en strekt zich uit van de Egyptische grens naar het zuiden tot het huidige Khartoem bij de samenvloeiing van de Witte en Blauwe Nijl. 

## Historische benadering

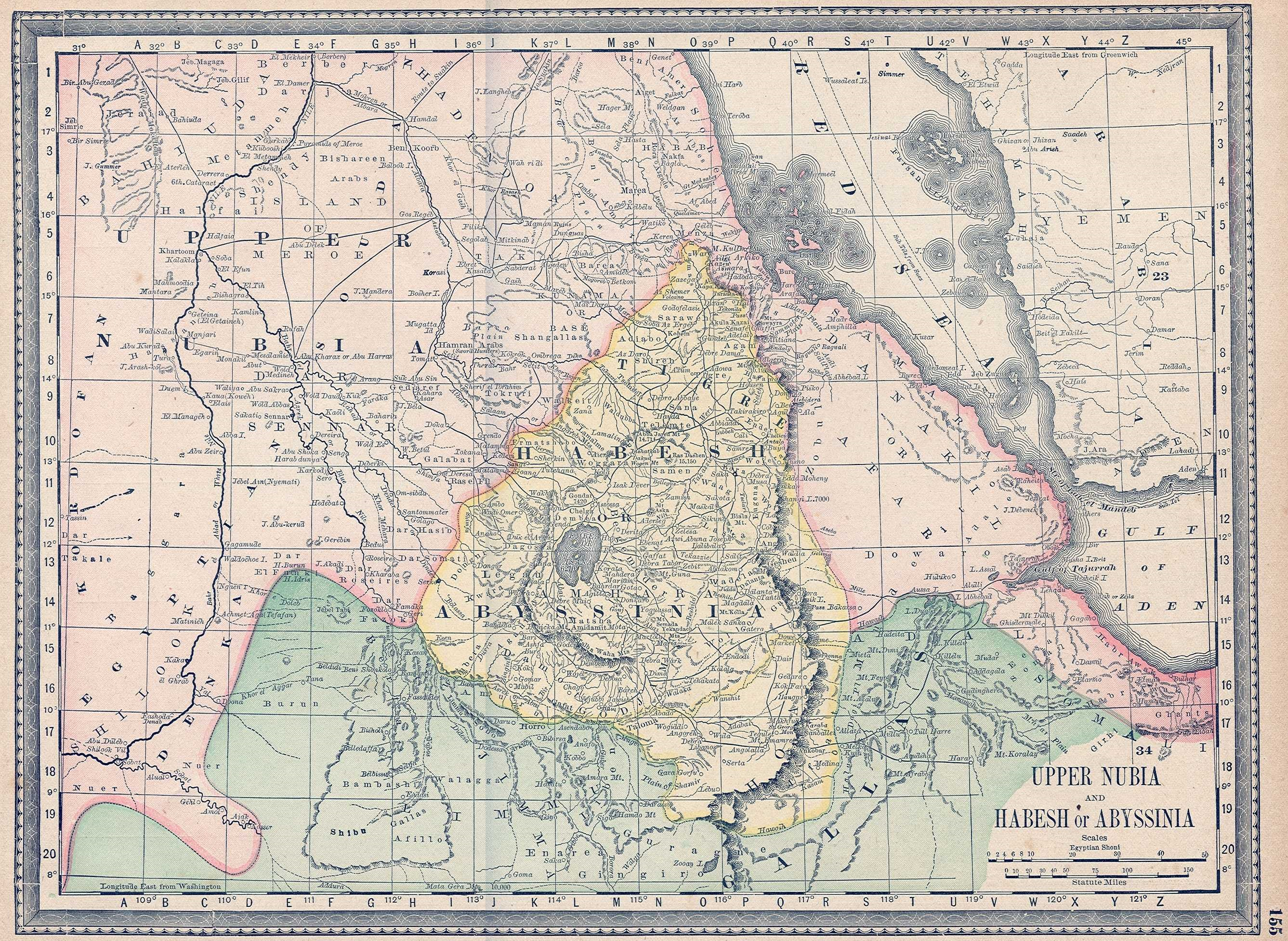
Opper-Nubië en Abyssinië in 1891

Historisch gezien omvat Opper-Nubië de invloedsgebieden van het Nubische deel van het Nieuwe Rijk van Egypte of het koninkrijk Koesj (of Meroë). Opper-Nubië vormt de verbinding tussen de mediterrane wereld en Sub-Sahara-Afrika. Er liepen belangrijke handelsroutes door het gebied en het was de bakermat van verschillende culturen.
| Cultuur                               | van             | tot             |
| ------------------------------------- | --------------- | --------------- |
| Kermacultuur                          | 2500 v.Chr.     | 1500 v.Chr.     |
| Nieuwe Rijk van Egypte                | 1550 v.Chr.     | 1080 v.Chr.     |
| Koninkrijk Koesj                      | c. 800 v.Chr.   | 4e eeuw na Chr. |
| Christelijk Nubië (Makuria en Alodia) | 6e eeuw na Chr. | c. 1500         |
| Sultanaat van de Funj                 | 1504            | 1821            |